# Teriyaki Boyz
Teriyaki Boyz é uma banda japonesa de J-Hip-Hop. O grupo é composto por quatro MC's: Ilmari e Ryo-Z do Rip Slyme, VERBAL do m-flo e WISE; além do DJ Nigo fundador da popular marca de streetwear japonesa A Bathing Ape. Consequentemente, os membros do grupo são vistos usando roupas da marca em shows ao vivo e em videoclipes.

## História
Seu álbum de estreia pela Def Jam/(B)APE Sounds, intitulado "Beef or Chicken" foi produzido por uma série de produtores de rap e música eletrônica, incluindo Adrock do Beastie Boys, Cornelius, Cut Chemist, Daft Punk, Dan the Automator, DJ Premier, DJ Shadow, Just Blaze, Jermaine Dupri, Mark Ronson e The Neptunes. 
Seu primeiro single, "HeartBreaker", foi produzido pelo Daft Punk e contém elementos de sua música "Human After All". O grupo passou a colaborar com renomados artistas de rap como Kanye West, Jay-Z, Pharrell, Busta Rhymes e Big Sean em seus singles subsequentes.
Em 2006 duas faixas da banda foram apresentadas em The Fast and the Furious: Tokyo Drift, sendo elas a faixa-título Tokyo Drift (Fast & Furious) e Cho LARGE, em parceiria com Pharrell que havia sido lançado anteriormente em seu álbum de estréia.
Em 2017 o DJ KVSH criou um remix de Tokyo Drift em mashup com a canção Temperature de Sean Paul que renovou o sucesso da canção pela internet.